# Erigeron pamiricus
Erigeron pamiricus là một loài thực vật có hoa trong họ Cúc. Loài này được Botsch. & Kochk. mô tả khoa học đầu tiên năm 1988.